# Ramil'
Roman Aleksandrovič Orlov, nato Alimov, noto anche con lo pseudonimo di Ramil' (in russo Роман Александрович Орлов?; in tataro Рамиль Александр улы Алимов, Ramil' Aleksandr ulı Alimov; Nižnij Novgorod, 1º febbraio 2000), è un cantante russo.

## Biografia
Originario di Nižnij Novgorod, ha lanciato la carriera musicale nel 2018, mettendo l'album in studio di debutto Chočeš' so mnoj in commercio l'anno successivo, che è stato uno degli otto dischi di maggior successo dell'intero 2019 su VK Muzyka, la seconda principale piattaforma streaming russa. Anche i singoli Au e Vsja takaja v belom sono risultati due dei brani più riprodotti sul medesimo servizio nel corso del medesimo anno.
A luglio 2020 ha firmatto un contratto con la Sony Music, attraverso la quale è stata pubblicata la hit Sijaj, che oltre a divenire la 4ª canzone con il maggior numero di stream su VK Music dell'anno intero, ha riscosso popolarità anche al di fuori della Federazione Russa poiché ha fatto il proprio ingresso nella Eesti Tipp-40. Si tratta del singolo apripista del terzo album omonimo, progetto promosso da una tournée primaverile in 40 città. Il successo del disco ha permesso all'artista di ottenere una candidatura come svolta dell'anno ai premi della Muz-TV nell'aprile 2021.

## Discografia

### Album in studio
- 2019 – Chočeš' so mnoj
- 2019 – Vsë, čto est' u menja - ėto golod
- 2020 – Sijaj
- 2021 – Katana
- 2023 – Molodoj
- 2023 – Limar

### Singoli
- 2018 – Puskaj po venam sol'
- 2019 – Chočeš so mnoj
- 2019 – Ajbala (con Chanza)
- 2019 – Au (con 10age)
- 2019 – Otchodosy (con Alemond)
- 2019 – Vsja takaja v belom
- 2019 – Moja plennica (con LKN)
- 2019 – Do Luny (con 10age e LKN)
- 2019 – Tancuj kak pčela (con Dava)
- 2019 – Gal'cami po gubam
- 2020 – Madonna
- 2020 – Val's
- 2020 – Sijaj
- 2020 – Padali
- 2020 – Raspisana tetrad'
- 2021 – Iz-za tebja (con Elena Temnikova)
- 2021 – Son
- 2021 – Plač' i tancuj (con Chanza)
- 2021 – Dožd'
- 2021 – Drug
- 2021 – Morfij
- 2021 – Ubej menja/Runaway (con Rompasso e/o Kontra K)
- 2022 – Majak
- 2022 – MP3 (con Macan)
- 2022 – Ne išči menja
- 2022 – Uvidimsja
- 2022 – Prosto leti
- 2022 – Taet sneg
- 2023 – Janvar' (con Xcho)
- 2023 – Teplyj pled (con Džaro & Chanza)
- 2023 – Navernoe
- 2023 – Udali (con Basta)
- 2023 – Pod Lunoj
- 2023 – Moja
- 2023 – Obrisuj
- 2023 – Angel's Eyes
- 2023 – Iduščij na smert'
- 2023 – Zasypaj (con Mary Gu)
- 2023 – Osobennaja (con Rodjer)
- 2024 – Orevuar
- 2024 – Pari
- 2024 – Uletaja
- 2024 – P'janyj marafon
- 2024 – Cvety
- 2024 – Ne okutyvaj
- 2024 – Obnimaju - taju (con Rubi)
- 2025 – Ušla (con Ilif)
- 2025 – Na nebesi
- 2025 – Kuda letit vremja (con Rubi)
- 2025 – Esli ėto ljubov' (con Tigo)
- 2025 – Ostavlju sebja v pamjati

## Riconoscimenti
- Novoe Radio Awards
  - 2021 – Miglior singolo per Sijaj[11]
  - 2022 – Candidatura al Miglior artista maschile[12]

- Premija Muz-TV
  - 2021 – Candidatura alla Svolta dell'anno[10]

- Rossijskaja nacional'naja muzykal'naja premija Viktorija
  - 2024 – Candidatura al Miglior artista hip hop per Udali[13]